# Abbott and Costello in Hollywood
Abbott and Costello in Hollywood é um filme de comédia americano dirigido por S. Sylvan Simon e lançado em 1945.